# 東尾修一朗
東尾 修一朗（ひがしお しゅういちろう、2000年10月27日 -  ）は、日本出身のプロアイスホッケー選手。ポジションはフォワード。IJリーグの東京ワイルズに所属。

## 経歴
上宮高等学校から関西学院大学に進学。
2024年8月12日にIJリーグの東京ワイルズに入団。背番号は「80」。

## 詳細情報

### 背番号
- 80（2024年 - ）